# بالگردگاه کانگرسواتسیاک
بالگردگاه کانگرسواتسیاک (به انگلیسی: Kangersuatsiaq Heliport) یک فرودگاه همگانی است . این فرودگاه در کشور گرینلند قرار دارد .